# Mar de Cronos

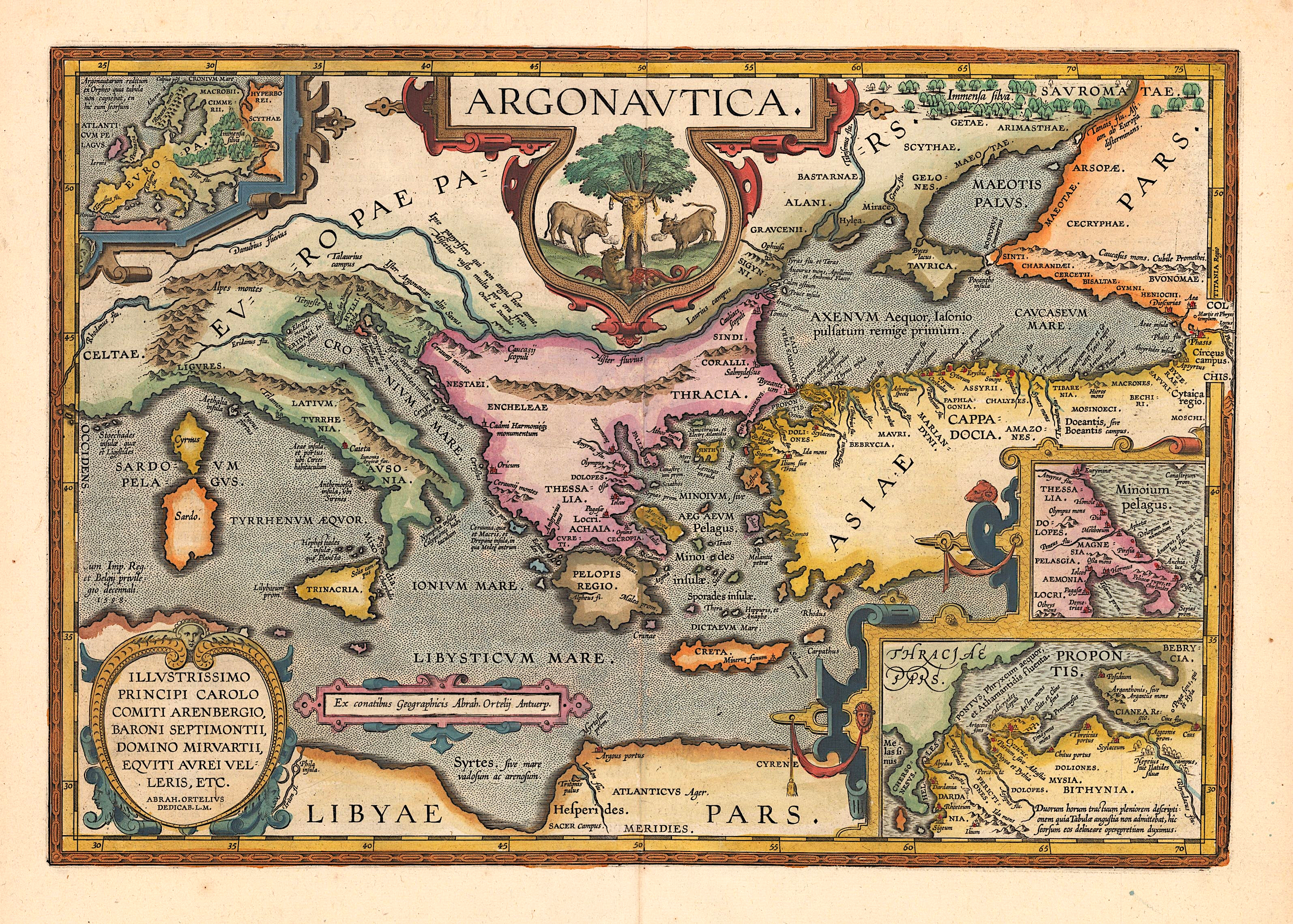
Mapa de las argonáuticas, publicado en 1624

El mar de Cronos que era también conocido como el golfo de Rea, es un nombre del mar Adriático en la Antigüedad. Con el nombre en latín 'Equa Cronium' (trad. yegua de cronos, por Rea) aparece en muchos mapas de siglo XVII.
Con este nombre de mar de Cronos, fue citado por Apolonio de Rodas en las Argonáuticas como uno de los mares por los que navegaron los Argonautas.
Ovidio menciona la leyenda de que Cronos, después que Zeus lo destronara de los reinos celestiales, había vagado a través de los mares en un barco hasta Etruria, donde fue acogido. Por ello la región se denominó Saturnia (Saturno era el nombre en latín de Cronos) y también Lacio (de latere, ocultarse). Es posible que esta leyenda esté relacionada con el origen de que el mar comenzara a llamarse "mar de Cronos."

## Autores recientes
El escritor Ignatius Donnelly en su obra "Atlantis: El Mundo Antediluviano" (escrita en el año 1882) menciona que los romanos también refirieron al Océano Atlántico como el 'Mar de Cronos'.